# Megalopolis (magazine)
Pour les articles homonymes, voir Megalopolis.
Megalopolis était un magazine trimestriel de reportages, d'enquêtes et d'entretiens sur le très Grand Paris, fondé en 2010 par quelques jeunes journalistes issus de l'école de journalisme de Sciences Po Paris. De format tabloïd (24,5 X 34,5), il est diffusé à 20 000 exemplaires en kiosques et en librairies en Île-de-France, ainsi que, en PDF, sur Internet.
Megalopolis bénéficie du soutien de l'Institut d'études politiques de Paris, qui l'héberge, et démarre avec quelques atouts, notamment l'absence de concurrence réelle sur la région parisienne, sans doute, comme le souligne Pierre Haski dans un article du site Rue89 consacré au lancement du magazine, « parce que personne n'a encore trouvé le moyen de parler aux Parisiens d'une région qui a du mal à se définir elle-même. »

## Objectifs
Selon l'éditorial du premier numéro, paru en février 2010, « La périphérie et le cœur historique de la métropole sont indissociables. Ils constituent ensemble un réservoir d'enquêtes et de reportages inépuisable, mais délaissé par les médias traditionnels. C'est dans cette brèche immense que Megalopolis veut s'engouffrer. Pour devenir le magazine de référence de la région parisienne, celui qui donne du sens au Grand Paris dont on parle tant. »
« Megalopolis, c’est un journal qui traite d’un peu tout sous l’angle ou dans la perspective du Grand Paris, avec une vision urbaine qui donne le cadre » fait remarquer Jean-Paul Chapon, dans son journal d’un desperate banlieusard.

## Une équipe ambitieuse
L'équipe de Mégalopolis, composée de neuf journalistes et d'une dizaine de pigistes, se veut ambitieuse, à contre-courant de la crise que connaît le secteur de la presse écrite, persuadée qu'il y a toujours un avenir dans la presse écrite de qualité.
Le magazine souhaite, comme le souligne la directrice de la publication, Marina Bellot, « aborder et soulever des problématiques qui concernent à la fois les Parisiens et les banlieusards. » Ainsi, au sommaire du premier numéro, paru le 15 février, Megalopolis aborde, sur un ton parfois sarcastique, des thèmes aussi divers que « Pourquoi ça pue dans le métro ? », « Jean-François Copé, le petit père de Meaux » ou encore un dossier intitulé « Mort au périph'... » qui fait la couverture de ce numéro inaugural.
Marina Bellot, directrice de publication, Jérôme Lefilliâtre, rédacteur en chef, Olivier Monod, secrétaire général de la rédaction, sont les principaux fondateurs de ce magazine.